# Adam B. Sychrow
Adam B. Sychrow (* 1973 Olomouc) je český zpěvák, muzikálový herec, hudební pedagog. V dětství se s rodiči přestěhoval do Ostravy, kde absolvoval základní i střední školu. V současnosti působí jako frontman olomouckých kapel Hazydecay a Godless Truth, vystupoval jako člen kapel Superface, Tak co?, dlouhodobě hostuje v činoherním souboru Moravského divadla Olomouc, působí jako učitel zpěvu a pěvecký coach na Hudebním Institutu v Olomouci. Jako host je slyšet na mnoha nahrávkách různých českých i zahraničních umělců.

## Hudební kariéra

### Pěvecká účast na nahrávání hudebních nosičů
- Daniel Landa – Krysař, Pozdrav z fronty
- Hapka + Horáček – Citová investice[zdroj⁠?!]
- Vilém Čok – Braňče s kouzemi
- Karel Svoboda – Monte Cristo (komplet)
- James D.S. (David Spilka) – Ghost

### Muzikály
- Krysař – Daniel Landa
- Monte Cristo – Karel Svoboda
- Šakalí léta
- Starci na chmelu
- Donaha!
- Boží mlýny
- ELA!

### S Hazydecay
- 1997 The Prey (demo tape)
- 1998 Hazyhead's Songs (CD)
- 2000 LoveBombs (CD)
- 2002 Confront My Soul (CD singl)
- 2003 Phaentaestyk Tray (CD singl)
- 2004 Jewelz Of Concrete (CD)
- 2006 Your Closest F.r.iend (CD)
- 2008 Breaking The Fortress/Smash (CD singl)
- 2009 Inochi (CD)
- 2016 You Are Number Two (CD singl)